# Hannogne-Saint-Rémy
Hannogne-Saint-Rémy és un municipi francès situat al departament de les Ardenes i a la regió del Gran Est. L'any 2007 tenia 116 habitants.

## Demografia

### Població
El 2007 la població de fet de Hannogne-Saint-Rémy era de 116 persones. Hi havia 44 famílies de les quals 16 eren unipersonals (8 homes vivint sols i 8 dones vivint soles), 8 parelles sense fills, 16 parelles amb fills i 4 famílies monoparentals amb fills.
La població ha evolucionat segons el següent gràfic:
Habitants censats

### Habitatges
El 2007 hi havia 71 habitatges, 50 eren l'habitatge principal de la família, 6 eren segones residències i 15 estaven desocupats. 66 eren cases i 4 eren apartaments. Dels 50 habitatges principals, 39 estaven ocupats pels seus propietaris, 9 estaven llogats i ocupats pels llogaters i 2 estaven cedits a títol gratuït; 3 tenien dues cambres, 5 en tenien tres, 8 en tenien quatre i 34 en tenien cinc o més. 36 habitatges disposaven pel capbaix d'una plaça de pàrquing. A 22 habitatges hi havia un automòbil i a 19 n'hi havia dos o més.

### Piràmide de població
La piràmide de població per edats i sexe el 2009 era:
| Homes | Edats   | Dones |
| ----- | ------- | ----- |
| 0     | 95 o +  | 0     |
| 0     | 90 a 94 | 1     |
| 3     | 85 a 89 | 3     |
| 2     | 80 a 84 | 3     |
| 1     | 75 a 79 | 1     |
| 2     | 70 a 74 | 3     |
| 5     | 65 a 69 | 4     |
| 4     | 60 a 64 | 5     |
| 4     | 55 a 59 | 1     |
| 1     | 50 a 54 | 6     |
| 5     | 45 a 49 | 5     |
| 3     | 40 a 44 | 3     |
| 3     | 35 a 39 | 3     |
| 3     | 30 a 34 | 1     |
| 4     | 25 a 29 | 1     |
| 1     | 20 a 24 | 1     |
| 2     | 15 a 19 | 3     |
| 3     | 10 a 14 | 3     |
| 4     | 5 a 9   | 3     |
| 4     | 0 a 4   | 1     |

## Economia
El 2007 la població en edat de treballar era de 66 persones, 46 eren actives i 20 eren inactives. De les 46 persones actives 41 estaven ocupades (22 homes i 19 dones) i 5 estaven aturades (3 homes i 2 dones). De les 20 persones inactives 3 estaven jubilades, 6 estaven estudiant i 11 estaven classificades com a «altres inactius».

### Ingressos
El 2009 a Hannogne-Saint-Rémy hi havia 48 unitats fiscals que integraven 111 persones, la mediana anual d'ingressos fiscals per persona era de 17.603 €.

### Activitats econòmiques
Dels 3 establiments que hi havia el 2007, 1 era d'una empresa extractiva, 1 d'una empresa de construcció i 1 d'una empresa de comerç i reparació d'automòbils.
L'únic servei als particulars que hi havia el 2009 era un electricista.
L'únic establiment comercial que hi havia el 2009 era una floristeria.
L'any 2000 a Hannogne-Saint-Rémy hi havia 14 explotacions agrícoles que ocupaven un total de 1.056 hectàrees.

## Equipaments sanitaris i escolars
El 2009 hi havia una escola elemental.

## Poblacions més properes
El següent diagrama mostra les poblacions més properes.